# Кобелі-Великі (гміна)
Гміна Кобеле-Вельке (пол. Gmina Kobiele Wielkie) — сільська гміна у центральній Польщі. Належить до Радомщанського повіту Лодзинського воєводства.
Станом на 31 грудня 2011 у гміні проживало 4485 осіб.

## Площа
Згідно з даними за 2007 рік площа гміни становила 101.85 км², у тому числі:
- орні землі: 63.00%
- ліси: 27.00%

Таким чином, площа гміни становить 7.06% площі повіту.

## Населення
Станом на 31 грудня 2011:
| Опис     | Загалом | Загалом | Чоловіки | Чоловіки | Жінки | Жінки |
| -------- | ------- | ------- | -------- | -------- | ----- | ----- |
| одиниця  | осіб    | %       | осіб     | %        | осіб  | %     |
| все      | 4485    | 100     | 2237     | 49.88    | 2248  | 50.12 |
| міське   | 0       | 100     | 0        |          | 0     |       |
| сільське | 4485    | 100     | 2237     | 49.88    | 2248  | 50.12 |

## Сусідні гміни
Гміна Кобеле-Вельке межує з такими гмінами: Вельґомлини, Ґідле, Житно, Кодромб, Масловіце, Радомсько.